# Francesco Valma
Francesco Valma (Venezia, 23 ottobre 1938) è un disegnatore e incisore italiano.
È il continuatore, dopo Gaetano Zompini, della tradizione settecentesca nella storia del disegno popolare a Venezia.

## Biografia

### Nascita e infanzia a Venezia
Nasce a Venezia il 23 ottobre 1938 ma non è di origine veneziana (il padre di Samatzai in Sardegna e la madre di Grotte di Castro nel Lazio). Vive da sempre a Venezia in parrocchia di San Francesco della Vigna. Sin da fanciullo è portato al disegno, dilettandosi a riprendere come può dal vero o seguendo la fantasia.

### Incontro con l'Umbria
Nel 1951, e così nei due anni successivi, trascorre le vacanze scolastiche su un colle a ovest di Todi, ospite del duecentesco Convento di Montesanto, nel collegio di cui è rettore un cugino materno dell'Ordine dei frati minori. Ha così modo di cominciare a conoscere i luoghi e l'arte dell'Umbria con particolare riguardo all'ambito francescano e agli incisori operanti in questa regione e nelle vicine Marche; soprattutto Diego Donati, compaesano della madre, e Bruno da Osimo. È istintivamente attratto dalla Xilografia. In Umbria conosce anche Marino Bigaroni, che sempre lo seguirà negli anni futuri.

### Volontà di autodidatta
Nel 1952 la famiglia, di assai modesta condizione, lo avvia al conseguimento di un diploma in un Istituto Tecnico, ma egli continua contemporaneamente a coltivare la grafica con rigoroso metodo autodidattico.

### Incisioni
La tecnica che adotta per l'incisione è la Linoleografia in bianco e nero.

#### Tematica
Dal 1968, dopo una breve fase iniziale in cui il critico e storico dell'arte Paolo Rizzi rileva «una vena simbolista che trova curiosi effetti decorativi», sviluppa attraverso la Linoleografia la tematica che lo caratterizza: l'aspetto vedutistico e umano di "Venezia", patrimonio della cultura mondiale.

#### Fra gli incisori d'Italia
Sempre nel 1968, Luigi Servolini,un grande maestro dell'arte incisoria (Livorno 1906-1981) lo accoglie nell'Associazione "Incisori d'Italia" I.D.IT. mettendone in evidenza l'impegno di autodidatta che «si è abituato a vedere con coscienza e con soddisfazione le cose belle ed a ritrarle con i mezzi legittimi aventi a loro numero uno la padronanza del disegno».

#### Prima mostra
Nel 1969 espone le incisioni a Venezia con la sua prima mostra personale nel Centro per lo Sviluppo Sociale e Culturale di Castello (sestiere di Venezia).

#### Rassegne e mostre collettive
Partecipa in varie città d'Italia a rassegne e mostre collettive di incisioni, tra cui nel 1968 la "Prima Mostra Premio Internazionale incisione contemporanea «Bulino d'Oro»" sotto il patronato di Marc Chagall a Livorno nella Galleria La Lobronica. Nel 1969, sempre sotto il patronato di Marc Chagall, la "Sesta Mostra Premio Nazionale giovani incisori d'Italia" a Genova nella Galleria del Centro Artistico Gioventù Italiana. Ancora nel 1969 la "Quarta Mostra Internazionale d'arte contemporanea «Città del Sole» a Roma nel Palazzo delle Esposizioni; la"Mostra Internazionale di grafica" a Osimo nella Galleria Corsoquarantanove e la "Quarta Mostra Mercato Internazionale della piccola opera d'arte" a Iglesias (Italia) nella Galleria del Gruppo Artistico Sardes.
Servolini nota come sia «andato gradatamente affinandosi al gusto della vita popolare veneziana, trovando in essa tutti quegli spunti poetici che continuamente ricorrono nelle sue opere» e in che maniera «con animo e con sensibilità specialissime egli riesce a cogliere gli atteggiamenti delle figure umane che in essa si muovono come in un palcoscenico [...] e sono anche quelle che da tutto il mondo vanno a Venezia».
Paolo Rizzi osserva che queste figure «portano in sé una filosofia della vita che appare nelle battute, negli atteggiamenti, nell'ammiccare degli occhi, in quell'aria rassegnata ed ironica assieme. Un ritratto intimo della città». Una rappresentazione che nasce dall'entrare «all'interno dell'animus popolare come faceva Goldoni, come ha fatto lo stesso Giacinto Gallina». E nei volti, sottolineerà Ulderico Bernardi, la «caratteristica costante è un sorriso sfumato», un invito alla speranza.
Nel 1973 espone alla "Quinta Biennale dell'incisione contemporanea in Italia" a Taranto nella Galleria A.R.Cassano dell'E.P.T.
Dal 1971 al 2016, invitato dalla Galleria San Vidal di Venezia, partecipa a quarantacinque rassegne della "Fiera del quadro" che, ai lavori che le vengono annualmente presentati, unisce anche opere di Felice Carena, Filippo de Pisis, Virgilio Guidi, Riccardo Licata, Bruno Saetti e altri.

#### Altre personali
Nel 1971 realizza a Venezia, nella Galleria San Vidal, la seconda Personale con linoleografie in bianco e nero.
Nel 1972 e 1974  a Venezia, nella Galleria San Vidal, la terza e la quarta Personale esponendo linoleografie stampate non più in bianco e nero, ma con inchiostro tipografico marrone, totalmente dedicate all'aspetto umano della sua città, quello da cui mai si distaccherà e in un orizzonte sempre più ampio.

### Disegni
Il desiderio di ovviare alla laboriosità della tecnica incisoria per poter così dedicare maggior tempo all'elaborazione di idee, immagini e ricerche, fermo restando l'amore per la linoleografia, lo conduce a proseguire il suo progetto artistico attraverso il disegno. Paolo Rizzi osserva che «il disegno di Valma è qualcosa di tutto suo: non subisce influssi, non ha addentellati culturali».

#### Passaggio a nuova tecnica
Dal 1975, con sensibilità e singolarità stilistica, porta la sua tematica a piena manifestazione e compimento mediante il disegno a penna con inchiostro di china nero e ombreggiature a pennello con inchiostro di china seppia diluito; tecnica che rimarrà costante.

#### Continuano le mostre personali
Dal 1976 al 2002 altre quattordici mostre personali alla Galleria San Vidal con scadenza biennale.
Dal 2005 al 2016  la Galleria San Vidal allestice altre quattro esposizioni a completamento della raccolta ordinata dei disegni, costituenti attualmente un corpo di 783 opere. Rappresentano un recupero culturale della vita veneziana nella sua autenticità, fissandone nella memoria tradizioni, mestieri, fatiche e momenti di quotidianità che vanno scomparendo o sono già passati. Sono concepiti sempre «nell'angolazione dei pauperi, della gente comune. In ciò sta soprattutto l'affinità con il grande (e misconosciuto) repertorio delle stampe popolari antiche». Giuseppe Goisis sottolinea «l'attualità, davvero bruciante, della riconsiderazione, e anche pratica riproposizione di questi antichi mestieri; nella discussione contemporanea essi vengono spesso annoverati come beni comuni immateriali non meno preziosi di beni materiali giudicati, un tempo, più concreti e afferrabili».

#### Il sacro e il surreale
C'è in molti fogli la dimensione del sacro, «la nostalgia d'un tempo perduto ma recuperabile con la fede». Ma una nostalgia non infeconda, «bensì un sobrio rimpianto, venato da quell'umiltà, pervasa dallo spirito francescano, che sembra fatta apposta per confondere la presunzione e l'arroganza, che circolano in maniera tanto abbondante nel nostro tempo, un tempo in cui non solo le preziose fontanelle di Venezia sembrano inaridite». Per Giuseppe Goisis «emerge quasi un libro-mondo che racchiude, nella sua rete visuale e interpretativa, pressoché l'intero orizzonte di Venezia». Poiché in esso il reale «possiede un assetto così solido, proprio per questo il surreale, lo stesso soprannaturale possono irrompere in modo così plausibile e persuasivo».

#### Raffronto di epoche
Nel 1994 Leopoldo Pietragnoli afferma che «ci sono due libri che documentano mestieri e modi di vivere in epoche diverse: le "Arti che vanno per via" di Gaetano Zompini della seconda metà del Settecento (i tempi del Goldoni) e la "Venezia com'era" di Francesco Valma».

#### Altre mostre collettive
Nel 1981 partecipa a Venezia alla 66ª Mostra collettiva della Fondazione Bevilacqua La Masa.
Nel 2005 una sua opera della Collezione Generali (Assicurazioni Generali) è presente nell'esposizione "Venezia e la gondola nell'arte grafica contemporanea" a cura del Ministro delle Attività Produttive nel Chaoyang a Pechino (Cina).

#### Sintesi dei contenuti
I disegni s'ispirano ad arti e mestieri di ogni specie (per strada, all'interno, sui tetti e sull'acqua); vita quotidiana; memorie storiche rilevanti (come la peste del 1630 o il crollo del campanile di San Marco; figure di grande rilievo (come Carlo Goldoni e Cesco Baseggio); figure particolari (come ad esempio la Guardia ufficiale della Basilica di San Marco, il direttore di banda Alfredo Ceccherini e il pittore Giuseppe Cherubini; il mondo della gondola e dello squero veneziano; i mezzi di trasporto (dalla barca al vaporetto); i capitèli esterni lungo le vie e sulla Laguna; gli arredi urbani (come una vera da pozzo o una fontana); il fenomeno dell'acqua alta; feste e tradizioni; giochi (di bambini e fanciulli o quello cittadino della tombola in Piazza San Marco); l'artista di strada; animali; meditazioni religiose sulla ricerca della Verità; immagini sacre; San Francesco d'Assisi; Papa Giovanni Paolo II; Papa Francesco; curiosità; scene immaginarie; visioni interiori; tavole allegoriche e simboliche.

#### Suddivisione in serie
- "Venezia di Valma" 127 disegni sulla vita veneziana
- "Venezia com'era" 200 disegni sulla vita veneziana
- "San Francesco a Venezia" 30 disegni sul Cantico di Frate SoleFil
- "Lo Scialle lungo la Via" 35 disegni sul viaggio verso la Verità
- "I Chiodi e la Luce nella bisaccia" 20 disegni sulla Via Crucis
- "Venezia: vivere e rivivere" 53 disegni sulla vita veneziana
- "E se fossero loro a parlare?" 51 disegni sulle vere da pozzo veneziane
- "Venezia, chi sei?" 68 disegni sulla vita veneziana
- "Almeno un fiore" 28 disegni sui capitèli veneziani
- "Preghiera nel silenzio" 7 disegni mariani ambientati in Laguna
- "A te, Venezia" 43 disegni sulla vita veneziana
- "Con te, Venezia, lungo le tue strade" 32 disegni sulla vita veneziana
- "Sospirar Venezia" 22 disegni sulla vita veneziana

#### Scritti che si affiancano ai disegni
Ciascuna serie di disegni è accompagnata, foglio per foglio, da testi dell'autore «che raccoglie a corredo informazioni preziose, minute, precise, inserendole in schede che potremmo dire scientifiche».
Talora si tratta anche di testi lirici e meditativi, ricerche toponomastiche e storiche. Una parte delle opere reca il titolo in dialetto veneziano con accanto la traduzione in lingua.

#### Scritti vari
Articoli di carattere storico su luoghi veneziani, di argomento francescano e di critica d'arte per giornali e periodici (alcuni in bibliografia).

## Continuatore della tradizione settecentesca
Paolo Rizzi, nella sua ultima analisi critica, conclude che «[...]Valma si colloca come continuatore di quella storia del disegno popolare che a Venezia – secondo gli studiosi – pare concludersi proprio con lo Zompini. [...] Eccolo qui il continuatore della tradizione settecentesca: è Valma, con la serie dei suoi disegni che da più di trent'anni raccontano appunto la storia più "intima" della città». E puntualizza come infatti dopo Zompini «pare che il genere non abbia eredi. Da due secoli, cioè, non si disegna o dipinge la Venezia minore, salvo rare e trascurabili eccezioni. Valma cioè, si presenta in una solitudine tematica che diventa anche solitudine stilistica». E Roberto Ballarin: «L'assoluta originalità del disegno intimamente legata all'umana interpretazione del racconto fanno oggi di Valma un artista davvero unico, che è entrato ormai – a pieno titolo – nella storia della cultura veneziana. Egli infatti si colloca come un fedele continuatore di quella galleria del disegno popolare che a Venezia pare concludersi proprio con Gaetano Zompini».

## Musei italiani
È presente nei seguenti musei:
- Galleria Internazionale d'Arte Moderna di Ca' Pesaro, Fondazione Musei Civici di Venezia.
- Museo d'Arte Contemporanea "P.Felice Rossetti", Sala P.Marino Bigaroni, Domus Pacis – Santa Maria degli Angeli – Assisi.

## Opere

### Alcune linoleografie
- Squero in Corte dei Muti, 1969
- Rio del Rimedio, 1968
- Arrotino, 1968
- Vecchio artigiano, 1968
- La più bela de Venessia ("La più bella di Venezia") (della serie "Venezia di Valma"), 1973
- A Castelo ("A Castello") (della serie "Venezia di Valma", 1973

### Alcuni disegni
- El batipalo ("Il battipalo") (della serie "Venezia di Valma", 1978
- La note più bela ("La notte più bella") (della serie "Venezia com'era"), 1986
- Sognando Gubbio alla fontana (della serie "San Francesco a Venezia"), 1994
- Svanisce l'orrore per le tue piaghe (della serie "Lo Scialle lungo la Via"), 1996
- Corona di sangue sul Re (della serie "I Chiodi e la Luce nella bisaccia"), 1998
- Se ti vegnissi zozo... ("Se tu venissi giù...") (della serie "Venezia: vivere e rivivere"), 2000
- Portéme i bei seci de rame! ("Portatemi le belle secchie di rame!") (della serie "E se fossero loro a parlare?"), 2002
- Te conto de un morter ("Ti racconto di un mortaio") (della serie "Venezia, chi sei?"), 2004
- Sento ogni zorno 'l parfumo del pan ("Sento ogni giorno il profumo del pane") (della serie "Almeno un fiore"), 2007
- Soride anca Maria ("Sorride anche Maria") (della serie "Preghiera nel silenzio"), 2004
- La ga aterà la Peste ("Ha atterrato la Peste") (della Serie "A te, Venezia"), 2012
- Che nol me veda... ("Che non mi veda...) (della serie "Con te, Venezia, lungo le tue strade), 2016

## Premi e riconoscimenti
- 1969. Medaglia d'argento della Presidenza dell'Accademia "Tommaso Campanella" alla Quarta Mostra Internazionale d'Arte Contemporanea «Città del Sole», Roma.
- 1969. Quarto premio ex aequo segnalazione di merito alla Sesta Mostra Premio Nazionale giovani incisori d'Italia, Genova.
- 1969. Medaglia di bronzo alla Quarta Mostra Mercato Internazionale della piccola opera d'arte, Iglesias.
- 1990. Leone di San Marco del Sindaco della Città di Venezia per l'attività artistica dedicata alla città.
- 2016. Leone di San Marco, Premio Venezia San Vidal per riconoscimento all'attività artistica.

## Omaggi letterari
Sono dedicati a Valma e ad alcune sue opere.
- A Francesco Valma[29]
- Favoléta ("Favoletta")[30]
- La caregheta ("La seggiola")[30]
- Spetacolo in campo ("Spettacolo in campo")[30]
- Strasse, fèro, ròba vècia ("Stracci, ferraglie, roba vecchia")[30]
- Gò incontrà ("Ho incontrato")[31]
- Maróni rósti ("Le caldarroste")[31]
- El xe lu! ("È lui!")[32]
- San Francesco a Venezia[33][34]